# FlatOut 2
FlatOut 2 è un videogioco automobilistico sviluppato dalla Bugbear Entertainment e distribuito nell'estate 2006 dall'Empire Interactive e dalla Vivendi Universal Games. È il seguito di FlatOut e ha avuto un seguito chiamato FlatOut Ultimate Carnage, una versione riveduta e corretta di FlatOut 2.

## Modalità di gioco
Esistono diverse modalità di gioco. La principale di queste è la carriera, che permette di affrontare quattro diversi tipi di competizioni divise in tre diverse categorie automobilistiche.
Il giocatore può scegliere fra 40 vetture quella con cui gareggiare contro altre 7 su un tracciato con salti, ostacoli e scorciatoie con l'obiettivo di tagliare per primo il traguardo. Tutti i piloti sono caratterizzati da un volto e un nome, e le loro macchine possono essere sbattute fuori strada mediante opportune collisioni. Il gioco ha il suo punto di forza nel modello fisico sviluppato dai programmatori, che permette a ogni elemento del gioco (che può essere un'auto avversaria o un elemento dello scenario) di reagire in modo realistico agli urti a cui viene sottoposto.

## Colonna sonora
- Nowhere Ride - The Chelsea Smiles
- Fall Victim - Alkaline Trio
- Blood Brothers - Papa Roach
- Road to Rouen - Supergrass
- Mercy Me - Alkaline Trio
- Believe it or Not - Nickelback
- Symphony of Destruction - Megadeth
- Rough Landing Holly - Yellowcard
- Breathing - Yellowcard
- Lobotomy for Dummies - Zebrahead
- Give it All - Rise Against
- Not Listening - Papa Roach
- Reinventing Your Exit - Underoath
- 7 Minutes in Heaven - Fall Out Boy
- Richard III - Supergrass
- Man or Animal - Audioslave
- Your Time Has Come - Audioslave
- Flat on the Floor - Nickelback
- Feel So Numb - Rob Zombie
- Dr. Feelgood - Mötley Crüe
- Demon Speeding - Rob Zombie
- Pyramid - Wolfmother
- Dimension - Wolfmother
- Snitchers, and Talkers Get Stitches and Walkers - Fall Out Boy
- Dont Listen to the Radio - The Vines[2]

## Accoglienza
La rivista Play Generation diede alla versione per PlayStation 2 un punteggio di 84/100, trovando che la tanta varietà in un gioco di guida non poteva che sorprendere, oltre che fornire divertimento allo stato puro.